# Friidrott vid olympiska sommarspelen 1956
Friidrotten vid de olympiska sommarspelen 1956 i Melbourne bestod av 33 grenar, 24 för män och 9 för kvinnor, och hölls mellan  23 november och 1 december 1956 på Melbourne Cricket Ground. Antalet deltagare var 720 tävlande från 59 länder.

## Medaljfördelning
| Medaljfördelning |                 |      |        |       |        |
| Placering        | Nation          | Guld | Silver | Brons | Totalt |
| 1                | USA             | 16   | 10     | 5     | 31     |
| 2                | Sovjetunionen   | 5    | 7      | 10    | 22     |
| 3                | Australien      | 4    | 2      | 6     | 12     |
| 4                | Storbritannien  | 1    | 4      | 2     | 7      |
| 5                | Polen           | 1    | 1      | 0     | 2      |
| 6                | Norge           | 1    | 0      | 2     | 3      |
| 7                | Tjeckoslovakien | 1    | 0      | 1     | 2      |
| 8                | Brasilien       | 1    | 0      | 0     | 1      |
| 8                | Frankrike       | 1    | 0      | 0     | 1      |
| 8                | Irland          | 1    | 0      | 0     | 1      |
| 8                | Nya Zeeland     | 1    | 0      | 0     | 1      |
| 12               | Tyskland        | 0    | 5      | 2     | 7      |
| 13               | Ungern          | 0    | 2      | 0     | 2      |
| 14               | Chile           | 0    | 1      | 0     | 1      |
| 14               | Island          | 0    | 1      | 0     | 1      |
| 14               | Jugoslavien     | 0    | 1      | 0     | 1      |
| 17               | Finland         | 0    | 0      | 3     | 3      |
| 18               | Grekland        | 0    | 0      | 1     | 1      |
| 18               | Sverige         | 0    | 0      | 1     | 1      |

## Medaljörer

### Herrar
| Gren                              | Guld                                                              | Silver                                                                                | Brons                                                                             |
| 100 meter Detaljer...             | Bobby Morrow · USA                                                | Thane Baker · USA                                                                     | Hector Hogan · Australien                                                         |
| 200 meter Detaljer...             | Bobby Morrow · USA                                                | Andy Stanfield · USA                                                                  | Thane Baker · USA                                                                 |
| 400 meter Detaljer...             | Charles Jenkins · USA                                             | Karl-Friedrich Haas · Tyskland                                                        | Voitto Hellstén · Finland Ardalion Ignatiev · Sovjetunionen                       |
| 800 meter Detaljer...             | Tom Courtney · USA                                                | Derek Johnson · Storbritannien                                                        | Audun Boysen · Norge                                                              |
| 1 500 meter Detaljer...           | Ron Delany · Irland                                               | Klaus Richtzenhain · Tyskland                                                         | John Landy · Australien                                                           |
| 5 000 meter Detaljer...           | Vladimir Kuts · Sovjetunionen                                     | Gordon Pirie · Storbritannien                                                         | Derek Ibbotson · Storbritannien                                                   |
| 10 000 meter Detaljer...          | Vladimir Kuts · Sovjetunionen                                     | József Kovács · Ungern                                                                | Allan Lawrence · Australien                                                       |
| Maraton Detaljer...               | Alain Mimoun · Frankrike                                          | Franjo Mihalić Jugoslavien                                                            | Veikko Karvonen · Finland                                                         |
| 110 meter häck Detaljer...        | Lee Calhoun · USA                                                 | Jack Davis · USA                                                                      | Joel Shankle · USA                                                                |
| 400 meter häck Detaljer...        | Glenn Davis · USA                                                 | Eddie Southern · USA                                                                  | Joshua Culbreath · USA                                                            |
| 3 000 meter hinder Detaljer...    | Chris Brasher · Storbritannien                                    | Sándor Rozsnyói · Ungern                                                              | Ernst Larsen · Norge                                                              |
| 4 x 100 meter stafett Detaljer... | USA · Thane Baker · Leamon King · Bobby Morrow · Ira Murchison    | Sovjetunionen · Leonid Bartenev · Jurij Konovalov · Vladimir Sucharev · Boris Tokarev | Tyskland · Heinz Fütterer · Manfred Germar · Lothar Knörzer · Leonhard Pohl       |
| 4 x 400 meter stafett Detaljer... | USA · Tom Courtney · Charles Jenkins · Lou Jones · Jesse Mashburn | Australien · Graham Gipson · Kevan Gosper · Leon Gregory · David Lean                 | Storbritannien · Peter Higgins · Derek Johnson · John Salisbury · Michael Wheeler |
| 20 kilometer gång Detaljer...     | Leonid Spirin · Sovjetunionen                                     | Antanas Mikėnas · Sovjetunionen                                                       | Bruno Junk · Sovjetunionen                                                        |
| 50 kilometer gång Detaljer...     | Norman Read · Nya Zeeland                                         | Jevgenij Maskinskov · Sovjetunionen                                                   | John Ljunggren · Sverige                                                          |
| Längdhopp Detaljer...             | Greg Bell · USA                                                   | John Bennett · USA                                                                    | Jorma Valkama · Finland                                                           |
| Tresteg Detaljer...               | Adhemar da Silva · Brasilien                                      | Vilhjálmur Einarsson · Island                                                         | Vitold Krejer · Sovjetunionen                                                     |
| Höjdhopp Detaljer...              | Charles Dumas · USA                                               | Chilla Porter · Australien                                                            | Igor Kasjkarov · Sovjetunionen                                                    |
| Stavhopp Detaljer...              | Bob Richards · USA                                                | Bob Gutowski · USA                                                                    | Georgios Roubanis · Grekland                                                      |
| Kulstötning Detaljer...           | Parry O'Brien · USA                                               | Bill Nieder · USA                                                                     | Jiří Skobla · Tjeckoslovakien                                                     |
| Diskuskastning Detaljer...        | Al Oerter · USA                                                   | Fortune Gordien · USA                                                                 | Desmond Koch · USA                                                                |
| Släggkastning Detaljer...         | Harold Connolly · USA                                             | Michail Krivonosov · Sovjetunionen                                                    | Anatolij Samotsvetov · Sovjetunionen                                              |
| Spjutkastning Detaljer...         | Egil Danielsen · Norge                                            | Janusz Sidło · Polen                                                                  | Viktor Tsybulenko · Sovjetunionen                                                 |
| Tiokamp Detaljer...               | Milt Campbell · USA                                               | Rafer Johnson · USA                                                                   | Vasilij Kuznetsov · Sovjetunionen                                                 |

## Deltagande nationer
Totalt deltog 720 friidrottare från 59 länder vid de olympiska spelen 1956 i Melbourne.
| - Argentina (2) - Australien (76) - Bahamas (1) - Belgien (6) - Brasilien (6) - Brittiska Guyana (2) - Burma (1) - Ceylon (1) - Chile (6) - Colombia (4) - Danmark (2) - Etiopien (8) - Fiji (1) - Filippinerna (4) - Finland (19) | - Frankrike (29) - Grekland (6) - Indien (8) - Indonesien (3) - Iran (2) - Irland (3) - Island (2) - Israel (1) - Italien (21) - Jamaica (6) - Japan (20) - Jugoslavien (7) - Kanada (18) - Kenya (8) - Kuba (2) | - Liberia (4) - Luxemburg (3) - Malaya (7) - Mexiko (1) - Nigeria (10) - Nordborneo (2) - Norge (5) - Nya Zeeland (9) - Pakistan (17) - Polen (23) - Puerto Rico (7) - Republiken Kina (4) - Rumänien (5) - Singapore (4) - Sovjetunionen (75) | - Storbritannien (55) - Sverige (17) - Sydafrika (9) - Sydkorea (7) - Thailand (8) - Tjeckoslovakien (16) - Trinidad och Tobago (3) - Tyskland (43) - Uganda (3) - Ungern (19) - Uruguay (1) - USA (81) - Venezuela (4) - Österrike (3) |